# Comuna Oliivka
Oliivka (în ucraineană Оліївська сільська рада) este o comună în raionul Jîtomîr, regiunea Jîtomîr, Ucraina, formată din satele Oliivka (reședința), Pișceanka și Svitîn.

## Demografie
Componența lingvistică a comunei Oliivka
     Ucraineană (97,12%)
     Rusă (2,88%)
Conform recensământului din 2001, majoritatea populației comunei Oliivka era vorbitoare de ucraineană (97,12%), existând în minoritate și vorbitori de rusă (2,88%).